# Погадайское
Погадайское — деревня в Шадринском районе Курганской области. В составе Краснозвездинского сельсовета.

## История
До 1917 года в составе Белоярской волости Шадринского уезда Пермской губернии. По данным на 1926 год состояла из 373 хозяйств. В административном отношении являлась центром Погадайского сельсовета Батуринского района Шадринского округа Уральской области.

## Население
| 1989 | 2002 | 2010 |
| ---- | ---- | ---- |
| 330  | ↗367 | ↘309 |

По данным переписи 1926 года в деревне проживало 1660 человек (759 мужчин и 901 женщина), в том числе: русские составляли 100 % населения.
Согласно результатам Всероссийской переписи населения 2002 года, в национальной структуре населения русские составляли 97 %.